# Plesiopelma longisternale
Plesiopelma longisternale är en spindelart som först beskrevs av Rita Delia Schiapelli och Gerschman 1942.  Plesiopelma longisternale ingår i släktet Plesiopelma och familjen fågelspindlar. Inga underarter finns listade i Catalogue of Life.